# Loch Hourn
Le loch Hourn (loch Shubhairne en gaélique écossais) est le loch de mer écossais le plus semblable à un fjord.

## Géographie

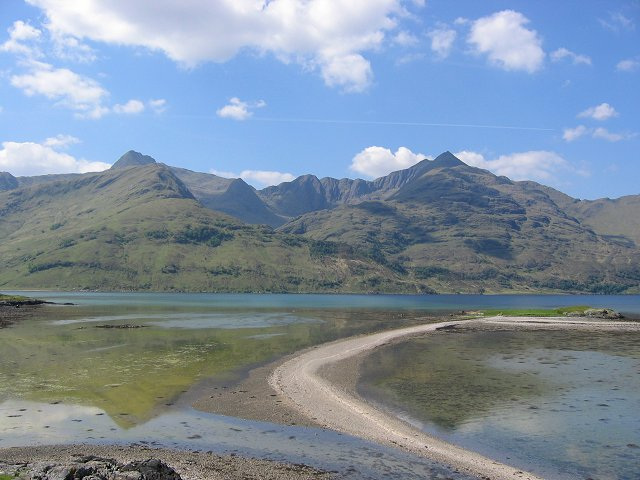
Barrisdale Bay et, derrière, le Ladhar Beinn à Knoydart.

Le loch s'ouvre dans le Sound of Sleat, le détroit séparant l'île de Skye de la terre, et s'enfonce à l'intérieur des terres sur une distance de 22 kilomètres. Il borde la péninsule de Knoydart sur son côté nord.
Le loch Hourn est navigable par des navires de fort et de moyen tonnage jusqu'à la baie de Barisdale, et par des petits bateaux jusqu'à son extrémité à Kinloch Hourn. Toutefois, la navigation de sa partie supérieure dépend fortement des marées, des courants, forts à cet endroit, et des vents ; consulter les cartes maritimes est indispensable. Les glaciers ont en effet modelé le fond du loch en cinq bassins, de plus en plus profonds, dont les rebords sont, eux, situés à faible profondeur. Ceci combiné à l'étroitesse du loch ainsi qu'aux fortes précipitations locales entraîne d'importantes variations de salinité et d'habitats marins entre différents endroits du loch.

## Démographie
En dehors de quelques cottages isolés, le hameau d'Arnisdale (environ 30 habitants) est le seul endroit habité des rives du loch. La majeure partie du rivage est d'ailleurs dépourvue de réseau routier.
L'économie locale repose essentiellement sur la pisciculture et la pêche des coquillages ; les réserves de chasse et le tourisme fournissent également des emplois.
Un ferry relie Arnisdale aux autres endroits du loch et à la côte nord de la péninsule de Knoydart.
- (en) Cet article est partiellement ou en totalité issu de l’article de Wikipédia en anglais intitulé « Loch Hourn » (voir la liste des auteurs).